# Archie Corble
Archibald Harrison Corble (ur. 26 maja 1883 w Streatham, zm. 22 stycznia 1944 w Wandsworth) – brytyjski szermierz. Członek brytyjskiej drużyny olimpijskiej w 1912, 1924 oraz 1928 roku.

## Biografia
Dwukrotny mistrz Wielkiej Brytanii w szermierce (szabla; 1922 i 1927). Był kolekcjonerem książek o tematyce broni białej oraz szermierki. Pod koniec swojego życia przekazał swój księgozbiór dla Katolickiego Uniwersytetu w Leuven - kolekcja liczy około 1900 egzemplarzy datowanych na okres od XV do XX wieku, pochodzących głównie z Francji, Anglii, Ameryki Łacińskiej, Włoch i Niemiec.
Od jego imienia pochodzi nazwa turnieju szermierki – Corble Cup.